# Grande Prêmio do Canadá de 2003
Resultados do Grande Prêmio do Canadá de Fórmula 1 realizado em Montreal em 15 de junho de 2003. Oitava etapa da temporada, teve como vencedor o alemão Michael Schumacher, da Ferrari, que subiu ao pódio ladeado por Ralf Schumacher e Juan Pablo Montoya, da Williams-BMW.

## Resumo
Quarta dobradinha dos irmãos Schumacher na categoria, a primeira das quais ocorreu no Grande Prêmio do Canadá de 2001.

## Classificação

### Treinos oficiais
| Pos.   | Nº | Piloto                | Equipe           | Q1       | Q2        | Dif.     |
| ------ | -- | --------------------- | ---------------- | -------- | --------- | -------- |
| 1      | 4  | Ralf Schumacher       | Williams-BMW     | 1:38.210 | 1:15.529  |          |
| 2      | 3  | Juan Pablo Montoya    | Williams-BMW     | 1:37.479 | 1:15.923  | + 0.394  |
| 3      | 1  | Michael Schumacher    | Ferrari          | 1:31.969 | 1:16.047  | + 0.518  |
| 4      | 8  | Fernando Alonso       | Renault          | 1:35.173 | 1:16.048  | + 0.519  |
| 5      | 2  | Rubens Barrichello    | Ferrari          | 1:30.925 | 1:16.143  | + 0.614  |
| 6      | 14 | Mark Webber           | Jaguar-Cosworth  | 1:36.699 | 1:16.182  | + 0.653  |
| 7      | 20 | Olivier Panis         | Toyota           | 1:37.313 | 1:16.598  | + 1.069  |
| 8      | 7  | Jarno Trulli          | Renault          | 1:41.413 | 1:16.718  | + 1.189  |
| 9      | 21 | Cristiano da Matta    | Toyota           | 1:38.244 | 1:16.826  | + 1.297  |
| 10     | 10 | Heinz-Harald Frentzen | Sauber-Petronas  | 1:35.776 | 1:16.939  | + 1.410  |
| 11     | 5  | David Coulthard       | McLaren-Mercedes | 1:36.463 | 1:17.024  | + 1.495  |
| 12     | 9  | Nick Heidfeld         | Sauber-Petronas  | 1:32.778 | 1:17.086  | + 1.557  |
| 13     | 15 | Antônio Pizzonia      | Jaguar-Cosworth  | 1:38.255 | 1:17.337  | + 1.808  |
| 14     | 16 | Jacques Villeneuve    | BAR-Honda        | 1:44.702 | 1:17.347  | + 1.818  |
| 15     | 19 | Jos Verstappen        | Minardi-Cosworth | 1:37.426 | 1:18.014  | + 2.485  |
| 16     | 11 | Giancarlo Fisichella  | Jordan-Ford      | 1:38.617 | 1:18.036  | + 2.507  |
| 17     | 17 | Jenson Button         | BAR-Honda        | 1:38.109 | 1:18.205  | + 2.676  |
| 18     | 18 | Justin Wilson         | Minardi-Cosworth | 1:38.088 | 1:18.560  | + 3.031  |
| 19     | 12 | Ralph Firman          | Jordan-Ford      | 1:34.759 | 1:18.692  | + 3.163  |
| 20     | 6  | Kimi Räikkönen        | McLaren-Mercedes | 1:35.373 | sem tempo | + 19.844 |
| Fonte: |    |                       |                  |          |           |          |

### Corrida
| Pos.   | Nº | Piloto                | Construtor       | Voltas | Tempo/Diferença | Grid | Pontos |
| ------ | -- | --------------------- | ---------------- | ------ | --------------- | ---- | ------ |
| 1      | 1  | Michael Schumacher    | Ferrari          | 70     | 1:31:13.591     | 3    | 10     |
| 2      | 4  | Ralf Schumacher       | Williams-BMW     | 70     | + 0.784         | 1    | 8      |
| 3      | 3  | Juan Pablo Montoya    | Williams-BMW     | 70     | + 1.355         | 2    | 6      |
| 4      | 8  | Fernando Alonso       | Renault          | 70     | + 4.481         | 4    | 5      |
| 5      | 2  | Rubens Barrichello    | Ferrari          | 70     | + 1:04.261      | 5    | 4      |
| 6      | 6  | Kimi Räikkönen        | McLaren-Mercedes | 70     | + 1:10.502      | 20   | 3      |
| 7      | 14 | Mark Webber           | Jaguar-Cosworth  | 69     | + 1 volta       | 6    | 2      |
| 8      | 20 | Olivier Panis         | Toyota           | 69     | + 1 volta       | 7    | 1      |
| 9      | 19 | Jos Verstappen        | Minardi-Cosworth | 68     | + 2 voltas      | 15   |        |
| 10     | 15 | Antônio Pizzonia      | Jaguar-Cosworth  | 66     | Freios          | 13   |        |
| 11     | 21 | Cristiano da Matta    | Toyota           | 64     | Suspensão       | 9    |        |
| Ret    | 18 | Justin Wilson         | Minardi-Cosworth | 60     | Câmbio          | 18   |        |
| Ret    | 17 | Jenson Button         | BAR-Honda        | 51     | Câmbio          | 17   |        |
| Ret    | 5  | David Coulthard       | McLaren-Mercedes | 47     | Câmbio          | 11   |        |
| Ret    | 9  | Nick Heidfeld         | Sauber-Petronas  | 47     | Motor           | 12   |        |
| Ret    | 7  | Jarno Trulli          | Renault          | 22     | Acidente        | 8    |        |
| Ret    | 11 | Giancarlo Fisichella  | Jordan-Ford      | 20     | Câmbio          | 16   |        |
| Ret    | 12 | Ralph Firman          | Jordan-Ford      | 20     | Motor           | 19   |        |
| Ret    | 16 | Jacques Villeneuve    | BAR-Honda        | 14     | Freios          | 14   |        |
| Ret    | 10 | Heinz-Harald Frentzen | Sauber-Petronas  | 6      | Pane eletrônica | 10   |        |
| Fonte: |    |                       |                  |        |                 |      |        |

## Tabela do campeonato após a corrida
| Pos.   | Piloto             | Pontos |
| ------ | ------------------ | ------ |
| 1      | Michael Schumacher | 54     |
| 2      | Kimi Räikkönen     | 51     |
| 3      | Fernando Alonso    | 34     |
| 4      | Ralf Schumacher    | 33     |
| 5      | Rubens Barrichello | 31     |
| Fonte: |                    |        |

| Pos.   | Construtor       | Pontos |
| ------ | ---------------- | ------ |
| 1      | Ferrari          | 85     |
| 2      | McLaren-Mercedes | 76     |
| 3      | Williams-BMW     | 64     |
| 4      | Renault          | 47     |
| 5      | Jordan-Ford      | 11     |
| Fonte: |                  |        |

- Nota: Somente as primeiras cinco posições estão listadas.